# Surry (Virginia)
Surry város az USA Virginia államában. Lakosainak száma 208 fő (2020. április 1.).

## Népesség
A település népességének változása:

| 2010 | 244 |
| 2020 | 208 |